# Canavalia concinna
Canavalia concinna är en ärtväxtart som beskrevs av J.D.Sauer. Canavalia concinna ingår i släktet Canavalia och familjen ärtväxter. Inga underarter finns listade i Catalogue of Life.